# Delkeskamp Verpackungswerke
Die Delkeskamp Verpackungswerke GmbH ist ein Familienunternehmen der Verpackungsbranche. Die Produktpalette umfasst die Herstellung und Verarbeitung von Verpackungslösungen aus Papier, Wellpappe und Schaumstoff. Das Unternehmen hat seinen Hauptsitz in Nortrup sowie ein Zweitwerk in Hannover.

## Standorte
Neben zwei Wellpappenwerken unterhält das Unternehmen eine Papierfabrik und zwei Kunststoffwerke an den Standorten Nortrup, Hannover und seit 2021 Nordhausen in Deutschland sowie Odry in der Tschechischen Republik.
Delkeskamp beschäftigt insgesamt 720 Mitarbeiter davon sind 38 Auszubildende, die im Jahr 2018 rund 176 Mio. Euro umsetzten.

## Geschichte
Seit der Betriebsaufspaltung im Jahr 1990 besteht die Delkeskamp Verpackungswerke GmbH als Betriebsgesellschaft der Vermögensverwaltungsgesellschaft Delkeskamp KG. Die Leitung des Unternehmens obliegt einem Mitglied der Inhaberfamilie Delkeskamp.
Seit 1996 fungiert Stefan Delkeskamp als geschäftsführender Gesellschafter der Unternehmensgruppe.
Die Wurzeln des Unternehmens liegen in der Kartonagenfabrik Nortrup GmbH, die 1896 von den Kaufleuten Hermann Kemper, August Pählig und Hector Jacob Coenraad Mensonidis gegründet wurde. Die Gründer sahen den steigenden Bedarf an Versandschachteln für die Versorgung der wachsenden Großstädte mit ländlichen Produkten um die Jahrhundertwende.
Bereits 1898 trat Carl Delkeskamp in die Geschäftsführung des aufstrebenden Unternehmens ein. 1915 erwarb er die Anteile des verbliebenen Mitbegründers Hermann Kemper und wurde damit alleiniger Gesellschafter. Seitdem haben die nachfolgenden Generationen der Familie Delkeskamp das Verpackungsgeschäft ausgebaut. Mit der Inbetriebnahme der eigenen Papierfabrik im Jahre 1960 stellte man die Papierversorgung sicher und konnte sich von den bisherigen Lieferanten unabhängiger machen.
Gleichzeitig entdeckte man Schaumstoff als weiteres Material für Verpackungen und entwickelte u. a. das expandierte Polystyrol Denopor.
Im Sommer 2022 wurde aufgrund steigender Energiepreise beschlossen die Papierproduktion am Standort Nortrup zum Jahresende einzustellen.

## Produkte
Delkeskamp produziert Verpackungen, Displays, Ladungsträger und technische Teile aus Papier, Wellpappe und Schaumstoff. In der Papierfabrik werden ausschließlich Wellpappenrohpapiere auf Altpapierbasis hergestellt. Diese werden sowohl für die hauseigene Verwendung, als auch für den freien Markt produziert. Das Kernsegment ist die Herstellung und Verarbeitung von Wellpappe. Durch geeignete Druckverfahren gewinnen heutzutage neben der klassischen Funktion des Transportschutzes auch die werblichen Aspekte einer Kartonage zunehmend an Bedeutung. Im Kunststoffwerk werden Formteile aus expandiertem Polystyrol (EPS), besser bekannt als Styropor®, hergestellt. Diese kommen zum Einsatz, wenn eine exakte und formgerechte Einbettung des zu schützenden Gutes, oder auch ein besonderer Schutz gegen, Kälte, Hitze oder Nässe erforderlich ist.

## Azubi Plus
Ergänzend zur dualen Ausbildung werden durch das Fortbildungsprogramm "Azubi-Plus" weiterführende Kenntnisse in den Bereichen Selbstmanagement, Konfliktmanagement, Präsentationstechniken und Projektarbeit vermittelt.